# Cary Grant
Cary Grant (nascut Archibald Alexander Leach; Bristol, 18 de gener del 1904 - Davenport, Iowa, 30 de novembre del 1986), fou un actor estatunidenc d'origen britànic que durant trenta anys va simbolitzar l'elegància, l'encant i una forma d'eterna joventut.
Va ser nominat dues vegades per a l'Oscar i va rebre un Oscar honorífic el 1970, així com el Kennedy Center Honor el 1981. Va ser escollit com la segona estrella masculina més gran del Cinema clàssic de Hollywood per l'American Film Institute el 1999.

## Primers anys
Grant va néixer com a Archibald Alec Leach el 18 de gener de 1904, al número 15 de Hughenden Road, al suburbi de Horfield del nord de Bristol, Anglaterra. Va ser el segon fill d'Elias James Leach (1872–1935) i d'Elsie Maria Leach (de soltera Kingdon; 1877–1973). El seu pare treballava com a premsador de sastre en una fàbrica de roba, mentre la seva mare treballava com a modista. El seu germà gran, John William Elias Leach (1899–1900), va morir de meningitis tuberculosa dos dies abans del seu primer aniversari. Grant podia haver-se considerat en part jueu. Va tenir una infància infeliç; el seu pare era alcohòlic i la seva mare tenia depressió clínica.
La mare de Grant li va ensenyar cant i dansa quan tenia quatre anys, i li agradava que fes classes de piano. De tant en tant el portava al cinema, on gaudia de les actuacions de Charles Chaplin, Chester Conklin, Fatty Arbuckle, Ford Sterling, Mack Swain i Broncho Billy Anderson. Va ser enviat a la Bishop Road Primary School, Bristol, quan tenia quatre anys i mig.
El biògraf de Grant Graham McCann va afirmar que la seva mare «no sabia com donar afecte i tampoc sabia com rebre'n». El biògraf Geoffrey Wansell assenyala que la mare es va culpar amargament de la mort del germà de Grant, John, i mai se'n va recuperar. Grant va reconèixer que les experiències negatives amb la seva mare van afectar les seves relacions posteriors amb les dones. Ella va caure en l'alcohol i el tabac, i va reduir els diners de butxaca per contratemps menors. Grant va atribuir el seu comportament a la sobreprotecció, tement de perdre'l com en John.
Quan Grant tenia nou anys, el seu pare va internar la mare a l'Hospital de Glenside, una institució psiquiàtrica, i li va dir que se n'havia anat per «unes llargues vacances», després li va dir que havia mort. Grant va créixer ressentit amb la seva mare, sobretot després que se li va dir que havia abandonat la família. Després, Grant i el seu pare es van traslladar a la casa de l'àvia de Grant, a Bristol. Quan Grant tenia deu anys, el seu pare es va tornar a casar i va formar una nova família. Grant no es va assabentar que la seva mare encara era viva fins que ell tenia 31 anys, el seu pare va confessar la mentida poc abans de la seva pròpia mort. Grant va fer els arranjaments perquè la seva mare abandonés la institució el juny de 1935, poc després de conèixer on era. La va visitar l'octubre de 1938 després de rodar Gunga Din.
A Grant li agradava el teatre, especialment les pantomimes per Nadal, a les quals assistia amb el seu pare. Es va fer amic d'un grup de ballarins acrobàtics coneguts com The Penders o Bob Pender Stage Troupe. Posteriorment es va formar com a xanquer i va començar a fer gira amb ells. Jesse Lasky era un productor de Broadway en aquell moment i va veure Grant actuar al Wintergarten Theatre de Berlín al voltant de 1914.

## Carrera

### Inicis
Molt jove va provar sort en el teatre, on aconseguí discrets èxits. Va recórrer els Estats Units durant el 1920 amb una companyia teatral britànica; va treballar en el vodevil, amb què es va convertir en un destacat actor de comèdies musicals de Nova York.
El paper de Grant a Nikki va ser elogiat per Ed Sullivan, de The New York Daily News, qui va assenyalar que el «jove d'Anglaterra» tenia «un gran futur a les pel·lícules». La revisió va conduir a una prova de pantalla per part de Paramount Publix, que va resultar en una aparició com a mariner a Singapore Sue (1931), un curtmetratge de deu minuts de Casey Robinson. Grant va pronunciar les seves línies «sense cap convicció» segons McCann. A través de Robinson, Grant es va reunir amb Jesse L. Lasky i B. P. Schulberg, el cofundador i director general de Paramount Pictures respectivament. Després d'una prova de pantalla amb èxit dirigida per Marion Gering, Schulberg va signar un contracte per cinc anys amb Grant, que llavors en tenia 27, el 7 de desembre de 1931, amb un sou inicial de 450 dòlars setmanals. Schulberg va exigir que canviés el seu nom per «alguna cosa que sonés més americà com Gary Cooper», i finalment van acceptar Cary Grant.

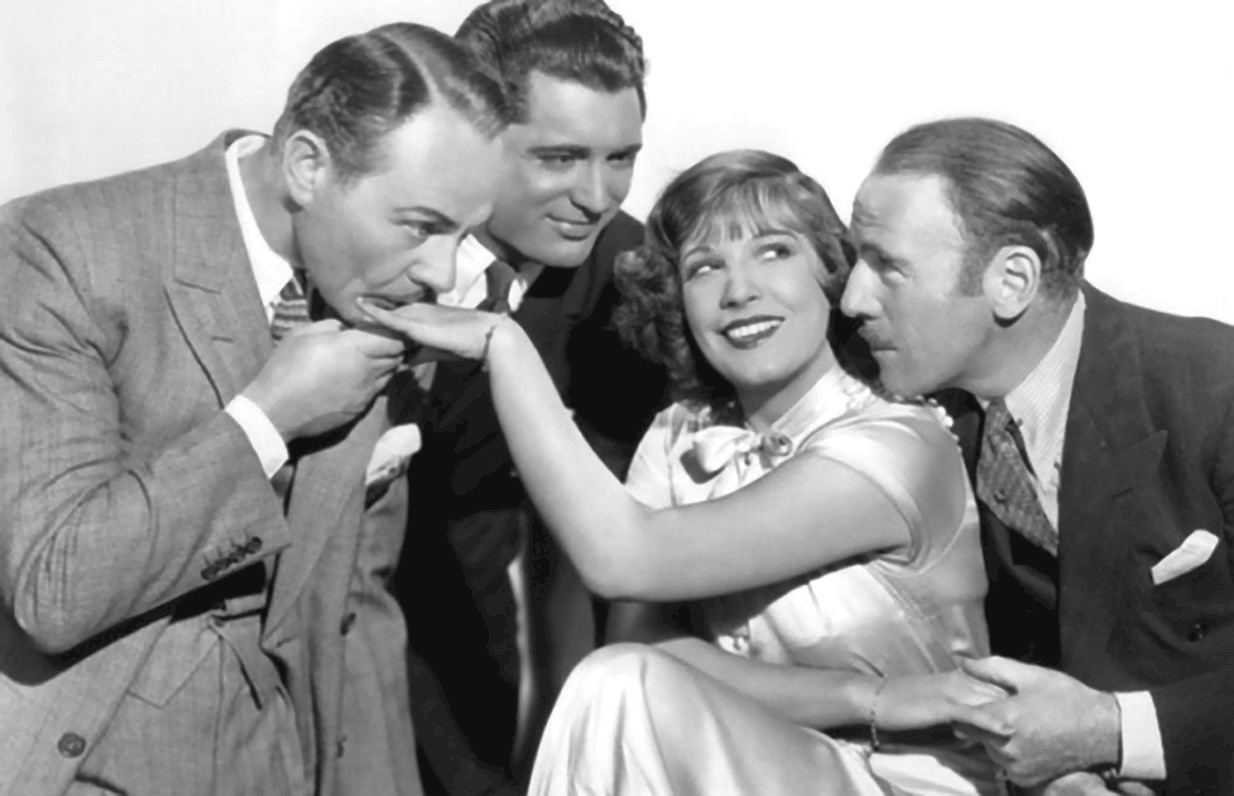
Amb Charles Ruggles (esquerra), Lili Damita i Roland Young (dreta) en el seu llargmetratge de debut This is the Night (1932)

Grant es va proposar d'establir-se com el que McCann anomena «l'epítom del glamour masculí» i va fer de Douglas Fairbanks el seu primer model a seguir. McCann assenyala que la carrera de Grant a Hollywood va començar immediatament perquè va exhibir un «encant genuí», que el va fer destacar entre la resta d'actors guapos de l'època, cosa que va fer «extraordinàriament fàcil trobar persones que estiguessin disposades a donar suport a la seva embrionària carrera». Va fer el seu debut al llargmetratge amb la comèdia dirigida per Frank Tuttle This is the Night (1932), interpretant un llançador de javelina olímpic davant Thelma Todd i Lili Damita. A Grant no li va agradar el seu paper i va decidir deixar Hollywood, però per a la seva sorpresa un crític de Variety va elogiar la seva actuació. El seu amic Orry-Kelly el va convèncer de continuar.
El 1932, Grant va interpretar un playboy al costat de Marlene Dietrich a Blonde Venus, dirigida per Josef von Sternberg. El paper de Grant és descrit per William Rothman com la projecció del «tipus distintiu de masculinitat no masclista que li permetria encarnar un home capaç de ser un heroi romàntic». Grant es va trobar entrant en conflicte amb el director durant el rodatge i tots dos van discutir sovint en alemany. Va interpretar un tipus de playboy suau en diverses pel·lícules: Merrily We Go to Hell al costat de Fredric March i Sylvia Sidney, Devil and the Deep amb Tallulah Bankhead, Gary Cooper i Charles Laughton (Cooper i Grant no van tenir escenes junts), Hot Saturday, al costat de Nancy Carroll i Randolph Scott, i Madame Butterfly, amb Sidney. Segons el biògraf Marc Eliot, si bé aquestes pel·lícules no van fer de Grant una estrella, sí prou bé per establir-lo com un dels «nous actors en ascens ràpid» de Hollywood.

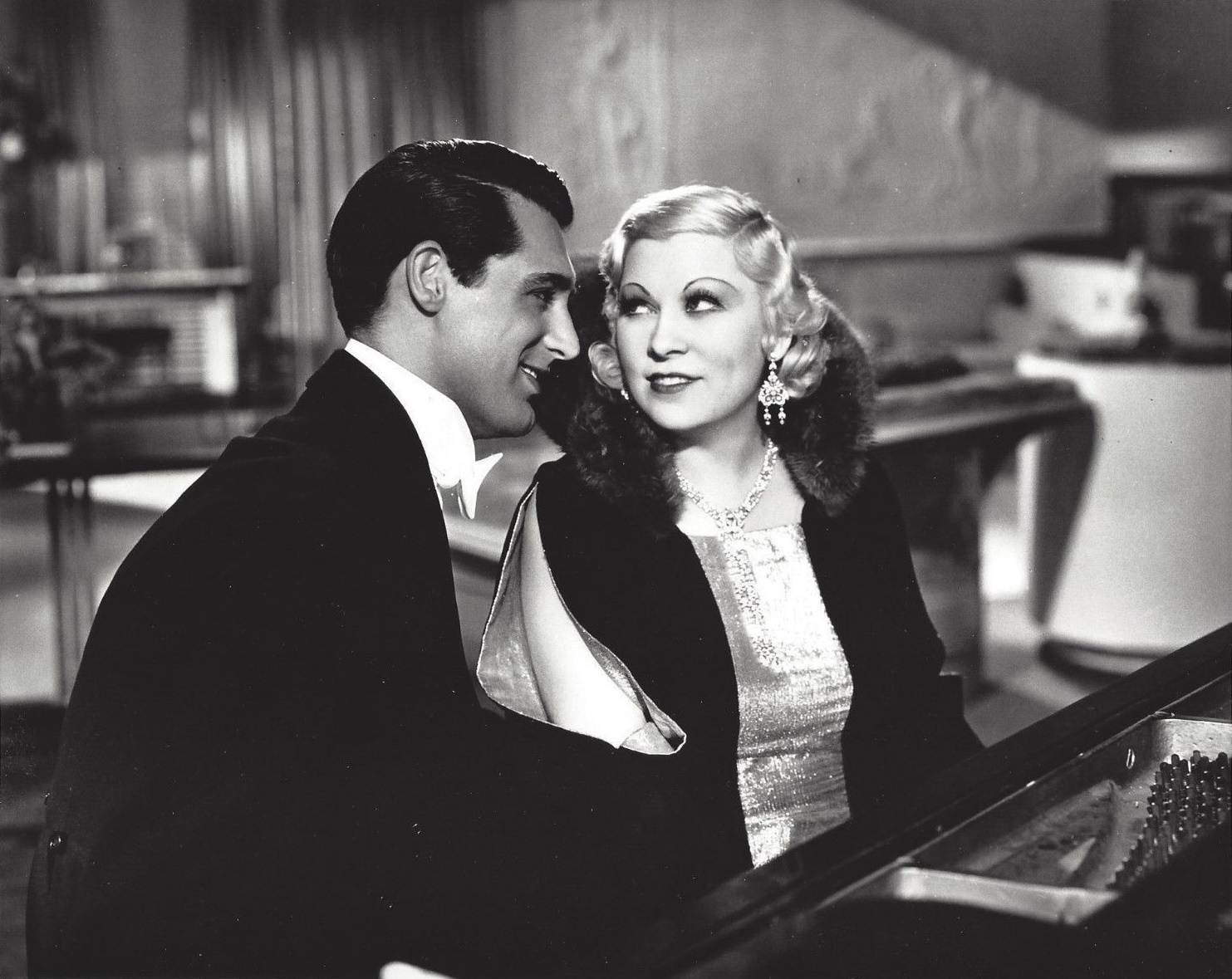
Grant i Mae West a I'm No Angel (1933)

El 1933, Grant va rebre atenció per haver aparegut a les pel·lícules Pre-Code She Done Him Wrong i I'm No Angel al costat de Mae West. A West li agradava dir que havia descobert Grant i havia dit d'ell: «Si pot parlar, el contracto», però no era veritat i Grant ho va negar consistentment basant-se en el fet que s'havien conegut treballant a Broadway. Per I'm No Angel, el sou de Grant es va augmentar de 450 $ a 750 $ per setmana. La pel·lícula va tenir encara més èxit que She Done Him Wrong , i va salvar Paramount de la fallida; Vermilye l'esmenta com una de les millors pel·lícules de comèdia dels anys trenta.
Després d'una sèrie de pel·lícules sense èxit financer, que incloïen papers com a president d'una empresa que és demandada per atropellar un nen en un accident, a Born to Be Bad (1934), per a 20th Century Fox, un cirurgià estètic a Kiss and Make-Up (1934), i un pilot encegat enfront de Myrna Loy a Wings in the Dark (1935), i informes de premsa sobre problemes en el seu matrimoni amb Cherrill, Paramount va concloure que Grant era prescindible.

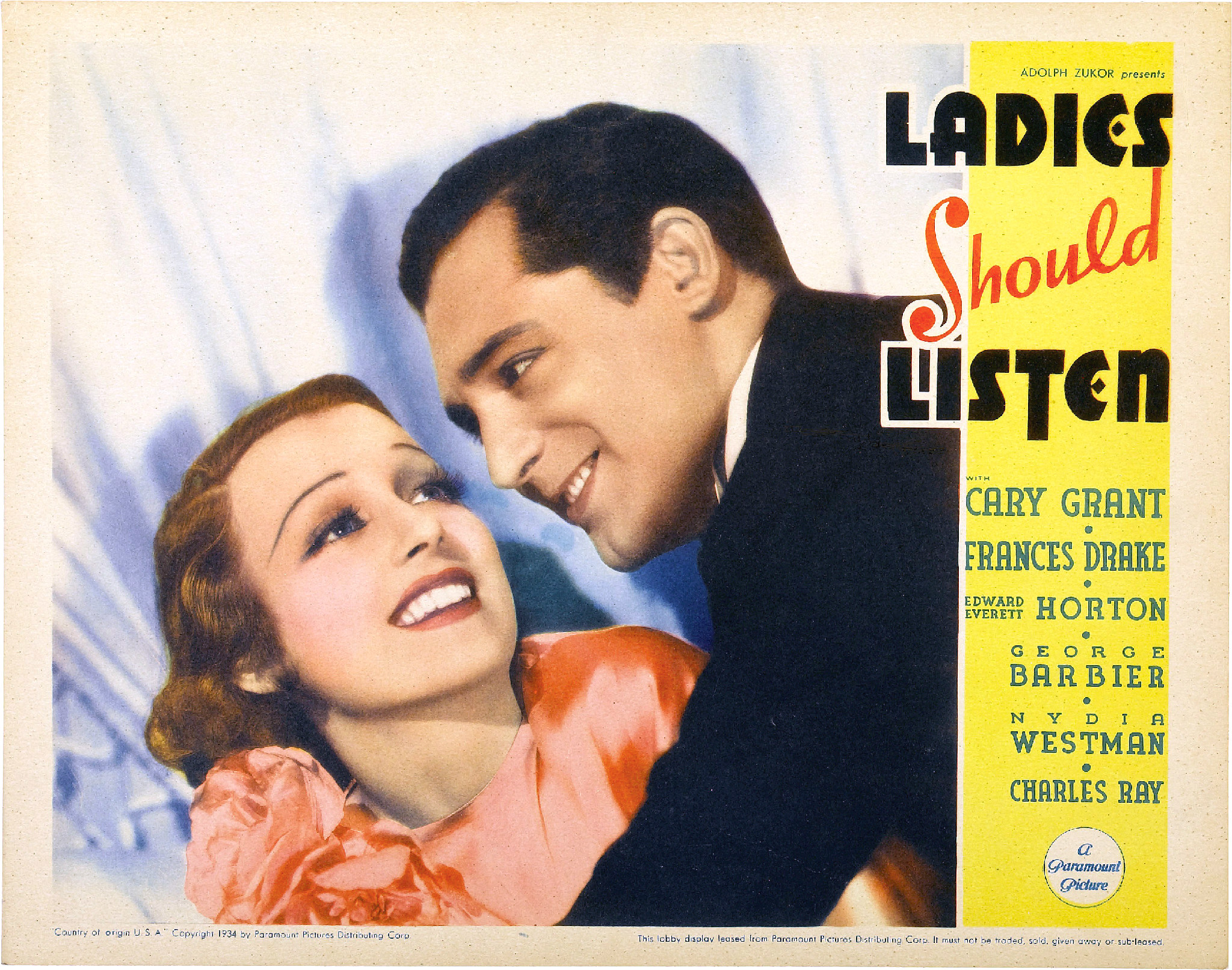
Targeta del vestíbul per Ladies Should Listen (1934) amb Frances Drake i Grant

Les perspectives de Grant es van recuperar a la segona meitat de 1935, quan va ser cedit a RKO Pictures. El productor Pandro Berman va acceptar-lo tot i els fracasos perquè «l'havia vist fer coses excel·lents, i Katharine Hepburn també el volia». La seva primera aventura amb RKO, interpretant un estafador de Cockney a la pel·lícula Sylvia Scarlett (1935), de George Cukor, va ser la primera de quatre col·laboracions amb Hepburn. Tot i que va ser un fracàs comercial, la seva actuació dominant va ser elogiada per la crítica, i Grant sempre van considerar que la pel·lícula havia estat el gran avenç de la seva carrera. Quan el seu contracte amb Paramount va acabar el 1936 amb el llançament de Wedding Present, Grant va decidir no renovar-lo i va voler treballar com a independent. Grant afirmava ser el primer actor «freelance» a Hollywood. La seva primera aventura com a actor independent va ser The Amazing Quest of Ernest Bliss (1936), que es va rodar a Anglaterra. La pel·lícula va ser un fracàs de taquilla i va fer que Grant reconsiderés la seva decisió. L'èxit crític i comercial amb Suzy més tard aquell any, en què va interpretar un aviador francès al costat de Jean Harlow i Franchot Tone, el va portar a signar contractes conjunts amb RKO i Columbia Pictures, cosa que li va permetre triar les històries que creia adequades al seu estil d'actuació. El seu contracte amb Columbia va ser un acord de quatre pel·lícules durant dos anys, garantint-li 50.000 dòlars cadascuna per a les dues primeres i 75.000 dòlars cadascuna per a les altres.

### Estrellat
El 1937, Grant va començar la primera pel·lícula sota el seu contracte amb Columbia Pictures, When You're in Love, interpretant un adinerat artista nord-americà que finalment festeja una famosa cantant d'òpera (Grace Moore). La seva actuació va rebre comentaris positius de la crítica, amb Mae Tinee, de The Chicago Daily Tribune, que la va descriure com la «millor cosa que ha fet en molt de temps». Després tingué un fracàs comercial en la seva segona aventura RKO, The Toast of New York, Grant va ser cedit a l'estudi de Hal Roach per a Topper, una comèdia screwball distribuïda per MGM, que es va convertir en el seu primer gran èxit en comèdia. Grant va interpretar la meitat d'una parella adinerada i lliure amb Constance Bennett, que fan estralls al món com a fantasmes després de morir en un accident de cotxe. Topper es va convertir en una de les pel·lícules més populars de l'any, amb un crític de Variety que va assenyalar que tant Grant com Bennett «van fer les seves tasques amb gran habilitat». Vermilye va descriure l'èxit de la pel·lícula com «un trampolí lògic» perquè Grant protagonitzés La terrible veritat aquell any, la seva primera pel·lícula feta amb Irene Dunne i Ralph Bellamy. Tot i que al director Leo McCarey semblava que no li agradava Grant, que s'havia burlat del director posant en escena els seus gestos a la pel·lícula, va reconèixer els talents còmics de Grant i el va animar a improvisar els seus diàlegs i aprofitar les habilitats desenvolupades al vodevil. La pel·lícula va ser un èxit de crítica i comercial i va fer de Grant una estrella de Hollywood, establint-li un personatge de pantalla com actor líder en comèdia lleugera screwball.

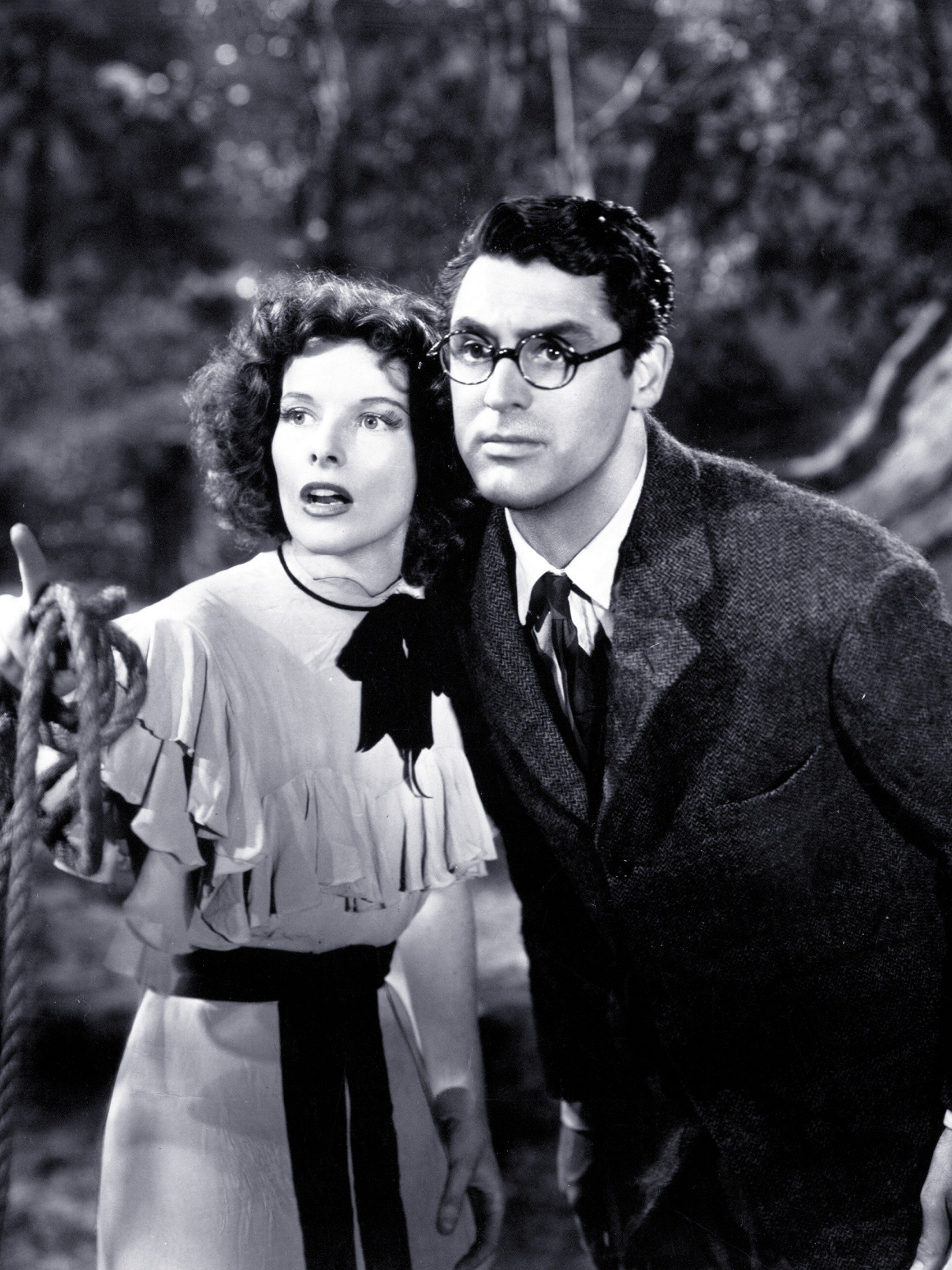
Katharine Hepburn i Grant a Quina fera de nena! (1938)

Amb La terrible veritat va començar allò que el crític de cinema Benjamin Schwarz, de The Atlantic, va anomenar més tard «la carrera més espectacular de tots els temps per a un actor a les pel·lícules americanes» per a Grant. El 1938 va protagonitzar al costat de Katharine Hepburn la comèdia screwball Quina fera de nena!, amb un leopard i freqüents baralles i enfrontaments verbals entre Grant i Hepburn. Inicialment no estava segur de com interpretar el seu personatge, però el director Howard Hawks li va dir que pensés en Harold Lloyd. A Grant se li va donar més marge de maniobra en les escenes còmiques, el muntatge de la pel·lícula i l'educació de Hepburn en el art de la comèdia. Tot i perdre més de 350.000 dòlars per RKO, la pel·lícula va obtenir ressenyes elogioses de la crítica. Va tornar a aparèixer amb Hepburn a la comèdia romàntica Holiday més tard aquell mateix any, que no va sortir bé comercialment, fins al punt que Hepburn va ser considerada com un «verí de taquilla» en aquell temps.
Malgrat una sèrie de fracassos comercials, Grant era ara més popular que mai i tenia una gran demanda. Segons Vermilye, el 1939, Grant interpretava papers més dramàtics, encara que amb tonalitats còmiques. Va interpretar un sergent de l'exèrcit britànic al costat de Douglas Fairbanks Jr. a la pel·lícula d'aventures Gunga Din, dirigida per George Stevens, ambientada en una estació militar a l'Índia. Van seguir papers com a pilot al costat de Jean Arthur i Rita Hayworth a Només els àngels tenen ales, de Hawks, i un terratinent ric al costat de Carole Lombard a In Name Only.
L'any 1940, Grant va interpretar un editor de diari insensible que s'assabenta que la seva exdona i experiodista, interpretada per Rosalind Russell, es casarà amb l'oficial d'assegurances Ralph Bellamy a la comèdia de Hawks Lluna nova (1940), que va ser elogiada per la seva forta química i els diàlegs entre Grant i Russell. Grant es va reunir amb Irene Dunne a La meva dona favorita, una «comèdia de primer ordre» segons la revista Life, que es va convertir en la segona pel·lícula més gran de RKO de l'any, amb beneficis de 505.000 dòlars. Després d'encarnar un boscós virginià a The Howards of Virginia, ambientada en la Revolució Americana, que McCann considera la pitjor pel·lícula i actuació de Grant, la seva darrera pel·lícula de l'any va ser a la comèdia romàntica elogiada per la crítica The Philadelphia Story, on va interpretar l'exmarit del personatge de Hepburn. A Grant li va semblar que la seva actuació era tan forta que es va sentir amargament decebut per no haver rebut una nominació a l'Oscar, sobretot perquè els seus dos coprotagonistes principals, Hepburn i James Stewart, les van rebre, i Stewart va guanyar el millor actor. Grant en va fer broma: «Primer m'hauria d'ennegrir les dents perquè l'Acadèmia em prengués seriosament». L'historiador del cinema David Thomson va escriure que «l'home equivocat va rebre l'Oscar» per The Philadelphia Story i que «Grant va obtenir millors actuacions de Hepburn que les que va aconseguir Spencer Tracy (el seu company de molt de temps).» L'Oscar de Stewart «es va considerar una disculpa banyada en or per haver-li robat el premi» l'any anterior per Mr. Smith Goes to Washington. El fet que Grant no fos nominat per Lluna nova el mateix any també era un "pecat d'omissió" per als Oscars.

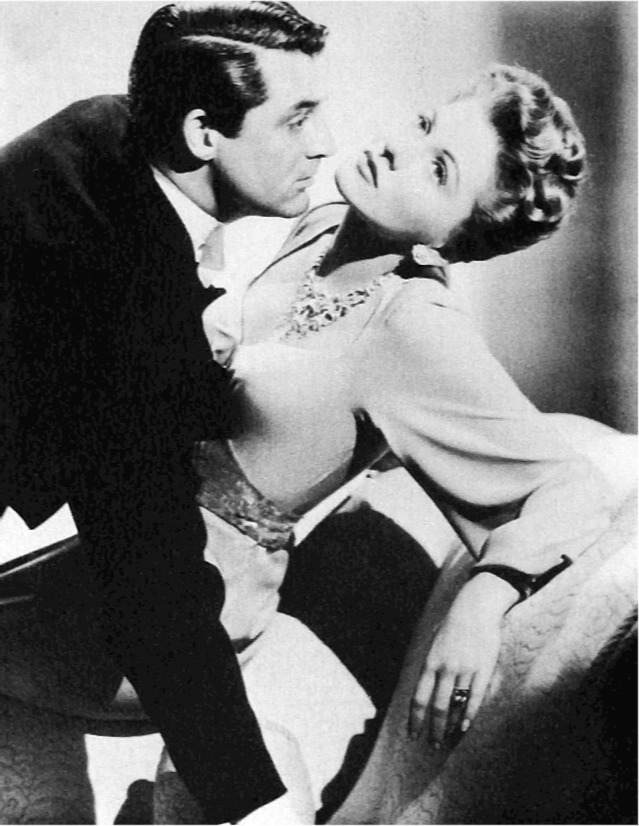
Amb Joan Fontaine a Sospita (1941)

Grant va rebre la seva primera nominació a l'Oscar al millor actor per Serenata nostàlgica. Wansell va afirmar que Grant va trobar que la pel·lícula va ser una experiència emocional, perquè ell i la seva futura esposa, Barbara Hutton, havien començat a parlar de tenir els seus propis fills. Més tard aquell any va aparèixer al thriller psicològic romàntic Sospita, la primera de quatre col·laboracions de Grant amb el director Alfred Hitchcock. A Grant no li va agradar la coprotagonista Joan Fontaine, ja que la va trobar temperamental i poc professional. El crític de cinema Bosley Crowther, de The New York Times, va considerar que Grant era «provocadorament irresponsable, alegre infantil i també estranyament misteriós, com el paper demana correctament». Hitchcock va declarar més tard que pensava que el final feliç convencional de la pel·lícula (amb la dona descobrint que el seu marit era inocent i deixant que la matés amb un got de llet enverinada) «un error total per haver fet aquella història amb Cary Grant». A menys que tingueu un final cínic, la història seria massa senzilla». Geoff Andrew, de Time Out, va opinar que Sospita va servir com «un exemple suprem de la capacitat de Grant de ser alhora encantador i sinistre».
El 1942, Grant va participar en una gira de tres setmanes pels Estats Units com a part d'un grup per ajudar a l'esforç de guerra i va ser fotografiat visitant marines ferits a l'hospital. Va aparèixer en diverses rutines pròpies durant aquests espectacles i sovint va interpretar l'home recte al costat de Bert Lahr. El maig de 1942, quan tenia 38 anys, es va estrenar el curtmetratge de propaganda de deu minuts Road to Victory, en el qual va aparèixer al costat de Bing Crosby, Frank Sinatra i Charles Ruggles. A la pel·lícula, Grant va interpretar Leopold Dilg, un condemnat en fuga a The Talk of the Town (1942), que s'escapa després de ser condemnat injustament per incendi i assassinat. S'amaga en una casa amb personatges interpretats per Jean Arthur i Ronald Colman, i gradualment conspira per assegurar-se la seva llibertat. Crowther va elogiar el guió i va assenyalar que Grant va interpretar Dilg amb una «despreocupació que és una mica inquietant». Després d'un paper de corresponsal a l'estranger al costat de Ginger Rogers i Walter Slezak a la comèdia poc convencional Lluna de mel, en què va ser elogiat per les seves escenes amb Rogers, va aparèixer a Mr. Lucky l'any següent,interpretant un jugador en un casino a bord d'un vaixell. La pel·lícula de guerra submarina d'èxit comercial Destination Tokyo (1943) es va rodar en només sis setmanes al setembre i octubre, cosa que el va deixar esgotat; el crític de Newsweek va pensar que era una de les millors actuacions de la seva carrera.
El 1944, Grant va protagonitzar al costat de Priscilla Lane, Raymond Massey i Peter Lorre, a la foscor de Frank Capra la comèdia Arsènic per compassió, interpretant el maníac Mortimer Brewster, que pertany a una família estranya que inclou dues ties assassines i un oncle que diu ser el president Teddy Roosevelt. Grant va assumir el paper després que se l'oferís originalment a Bob Hope, que el va rebutjar a causa de conflictes d'agenda. Grant va trobar que el tema macabre de la pel·lícula era difícil de defensar i va creure que era la pitjor actuació de la seva carrera. Aquell any va rebre la seva segona i darrera nominació a l'Oscar per un paper, al costat de Ethel Barrymore i Barry Fitzgerald a la pel·lícula dirigida per Clifford Odets Un cor en perill, ambientada a Londres durant la Depressió. L'únic Oscar de la seva carrera el va rebre el 1970, un reconeixement especial per a la seva gran trajectòria professional i la seva contribució a la cinematografia. A finals de 1944 va aparèixer a la sèrie de ràdio CBS Suspense.

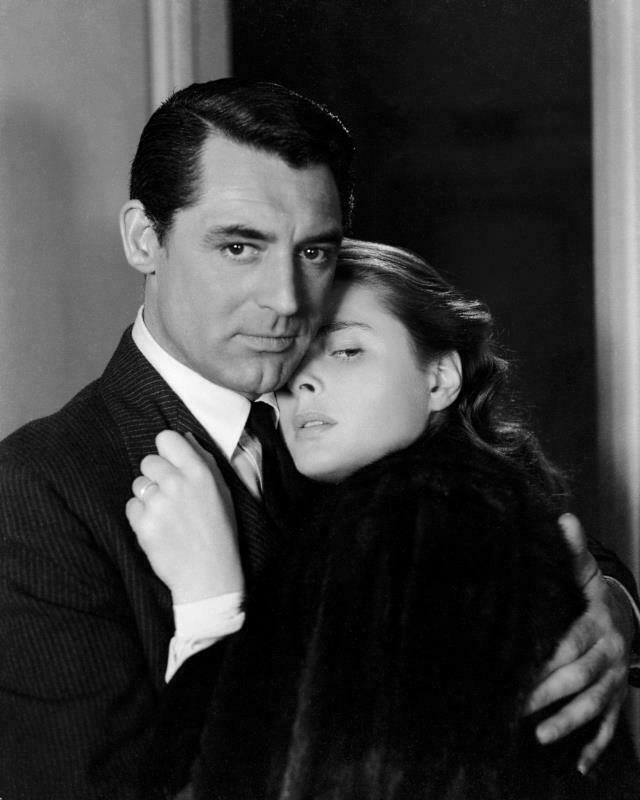
Grant i Ingrid Bergman a Notorious (1946)

Després de fer un breu cameo al costat de Claudette Colbert a Without Reservations (1946), Grant va interpretar Cole Porter al musical Nit i dia (1946). La producció va resultar ser problemàtica, amb escenes que sovint requerien múltiples preses, frustrant el repartiment i el grup. Grant va aparèixer després amb Ingrid Bergman i Claude Rains a la pel·lícula dirigida per Hitchcock Notorious (1946), interpretant a un agent del govern que recluta la filla nord-americana d'un espia nazi condemnat (Bergman) per infiltrar-se en una organització nazi al Brasil després de la Segona Guerra Mundial. Durant el transcurs de la pel·lícula, els personatges de Grant i Bergman s'enamoren i comparteixen una de les sèries de petons més llargues de la història del cinema, d'al voltant de dos minuts i mig. Wansell assenyala com l'actuació de Grant va subratllar fins a quin punt les seves «qualitats úniques com a actor de pantalla havia madurat en els anys des de La terrible veritat».
El 1947, Grant va interpretar un artista que es veu involucrat en un cas judicial quan l'acusen d'agressió a la comèdia The Bachelor and the Bobby-Soxer, al costat de Myrna Loy i Shirley Temple. La pel·lícula va ser elogiada pels crítics, que van admirar les qualitats slapstick i la química entre Grant i Loy a la pel·lícula; es va convertir en una de les pel·lícules amb més èxit de taquilla d'aquell any. Més tard aquell any va protagonitzar al costat de David Niven i Loretta Young a la comèdia The Bishop's Wife, interpretant un àngel que és enviat del cel per endreçar la relació entre el bisbe (Niven) i la seva dona (Loretta Young). La pel·lícula va ser un gran èxit comercial i de crítica, i va ser nominada a cinc Oscars. La revista Life la va descriure «intel·ligentment escrita i actuada de manera competent».

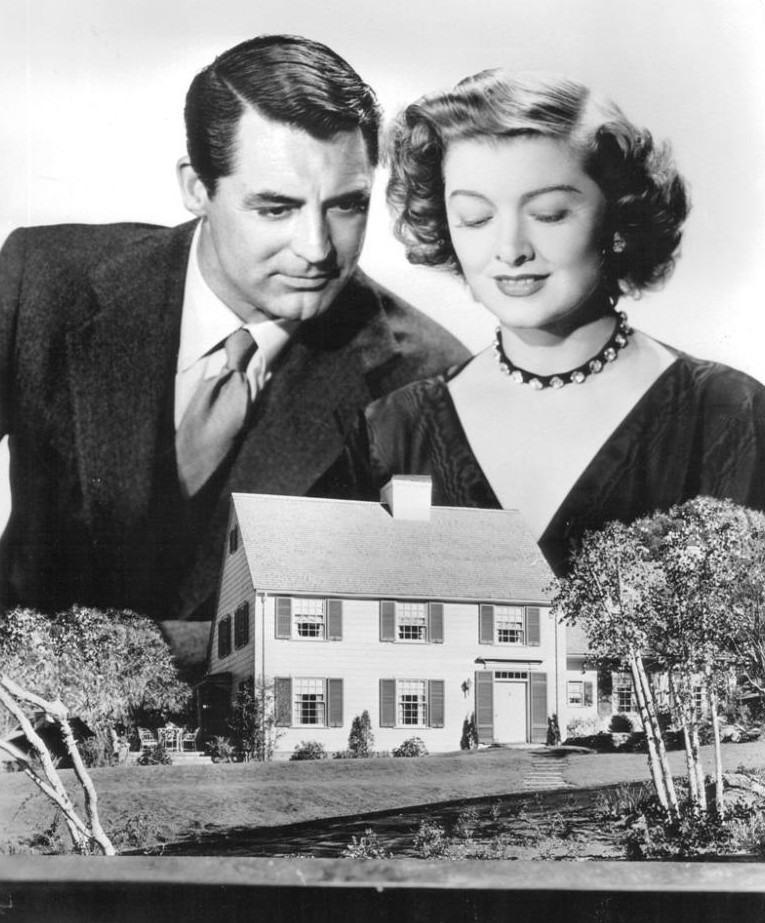
Foto publicitària de Grant i Myrna Loy per a Els Blandings ja tenen casa (1948)

L'any següent, Grant va interpretar al neuròtic Jim Blandings, el protagonista de la comèdia Els Blandings ja tenen casa, de nou amb Loy. Tot i que la pel·lícula va fer perdre diners a RKO, Philip T. Hartung de Commonweal creia que el paper de Grant com a «anunciant frustrat» era una de les seves millors representacions a la pantalla. A Totes les noies s'haurien de casar, una "comèdia airosa", va aparèixer amb Betsy Drake i Franchot Tone , interpretant a un solter que queda atrapat en el matrimoni pel personatge connivent de Drake. Va acabar l'any com la quarta estrella de cinema més popular a la taquilla. Grant va protagonitzar al costat d'Ann Sheridan la comèdia I Was a Male War Bride en què va aparèixer en escenes vestit de dona, amb faldilla i perruca. Durant el rodatge es va emmalaltir d'hepatitis infecciosa i va perdre pes, afectant el seu aspecte a la pel·lícula. La pel·lícula, basada en l'autobiografia del resistent belga Roger Charlier, va ser tot un èxit, convertint-se en la pel·lícula més taquillera de la 20th Century Fox aquell any amb més de 4,5 milions de dòlars en ingressos. En aquest moment era una de les estrelles de Hollywood més ben pagades, amb 300.000 dòlars per pel·lícula.

### Declivi i resorgiment

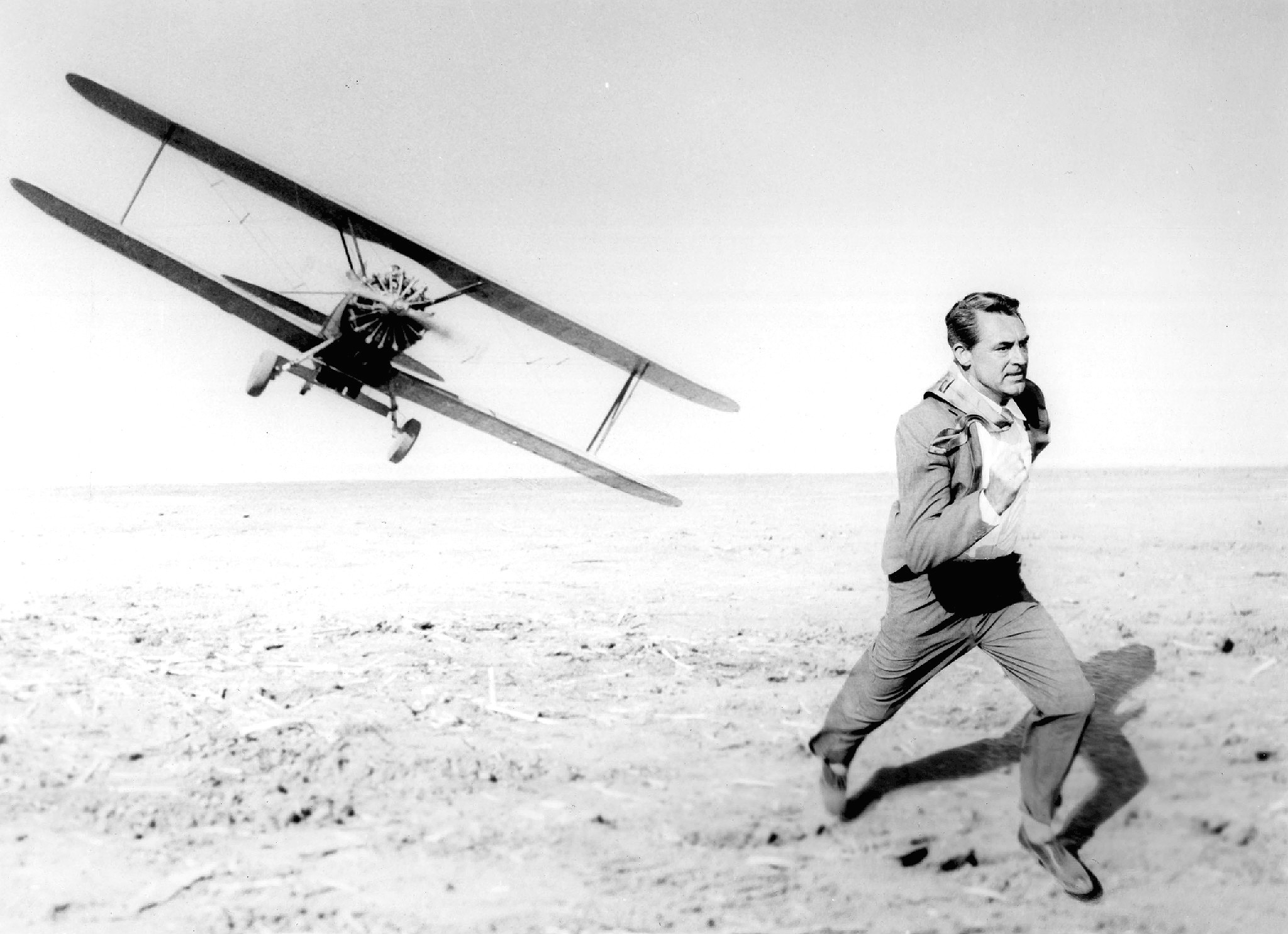
Grant perseguit un aeropla durant Perseguit per la mort (1959)

L'inici de la dècada de 1950 van marcar per Grant l'inici d'una caiguda en la seva carrera. Els seus papers com a cirurgià cerebral de primer nivell que es veu atrapat enmig d'una amarga revolució en un país llatinoamericà a Crisis, i com a professor de medicina i director d'orquestra al costat de Jeanne Crain a People Will Talk van tenir una mala acollida. Grant s'havia cansat de ser Cary Grant després de vint anys anys, tenint èxit, ric i popular, i va comentar: «Interpretar-se a un mateix, el teu jo vertader, és la cosa més difícil del món». El 1952, Grant va protagonitzar la comèdia Sempre n'hi cap un altre, interpretant un marit enginyer que amb la seva dona (Betsy Drake) adopten dos fills d'un orfenat. Es va reunir amb Howard Hawks per filmar la comèdia poc convencional Em sento rejovenir, protagonitzat conjuntament amb Ginger Rogers i Marilyn Monroe. Tot i que el crític de Motion Picture Herald va escriure que Grant havia donat el millor de la seva carrera amb una «actuació extraordinària i àgil», que va ser igualada per Rogers, va rebre una acollida en general diversa. Grant esperava que protagonitzar al costat de Deborah Kerr la comèdia romàntica Dream Wife salvaria la seva carrera, però va ser un fracàs crític i financer quan es va estrenar el juliol de 1953, quan Grant tenia 49 anys. Tot i que se li va oferir el paper principal a A Star is Born, Grant va decidir no interpretar aquest personatge. Va creure que la seva carrera cinematogràfica s'havia acabat i va abandonar breument la indústria.
El 1955, Grant va acceptar protagonitzar To Catch a Thief al costat de Grace Kelly, interpretant un lladre de joies retirat anomenat John Robie, sobrenomenat "The Cat", que vivia a la Costa Blava. Grant i Kelly van treballar bé junts durant la producció, que va ser una de les experiències més agradables de la carrera de Grant. Va trobar que Hitchcock i Kelly eren molt professionals, i més tard va declarar que Kelly era «possiblement la millor actriu amb qui he treballat mai». Grant va ser un dels primers actors a independitzar-se en no renovar el seu contracte d'estudi, va abandonar efectivament el sistema d'estudi, que controlava gairebé completament tots els aspectes de la vida d'un actor. Va decidir en quines pel·lícules apareixeria, sovint tenia elecció personal de directors i coprotagonistes, i de vegades negociava una part dels ingressos bruts, cosa poc habitual en aquell moment. Grant va rebre més de 700.000 dòlars corresponent al 10% del brut de l'èxit de To Catch a Thief, mentre que Hitchcock va rebre menys de 50.000 dòlars per dirigir-la i produir-la. Tot i que la recepció de la crítica a la pel·lícula en general va ser mixta, Grant va rebre grans elogis per la seva actuació, amb els crítics comentant la seva aparició suau i maca a la pel·lícula.

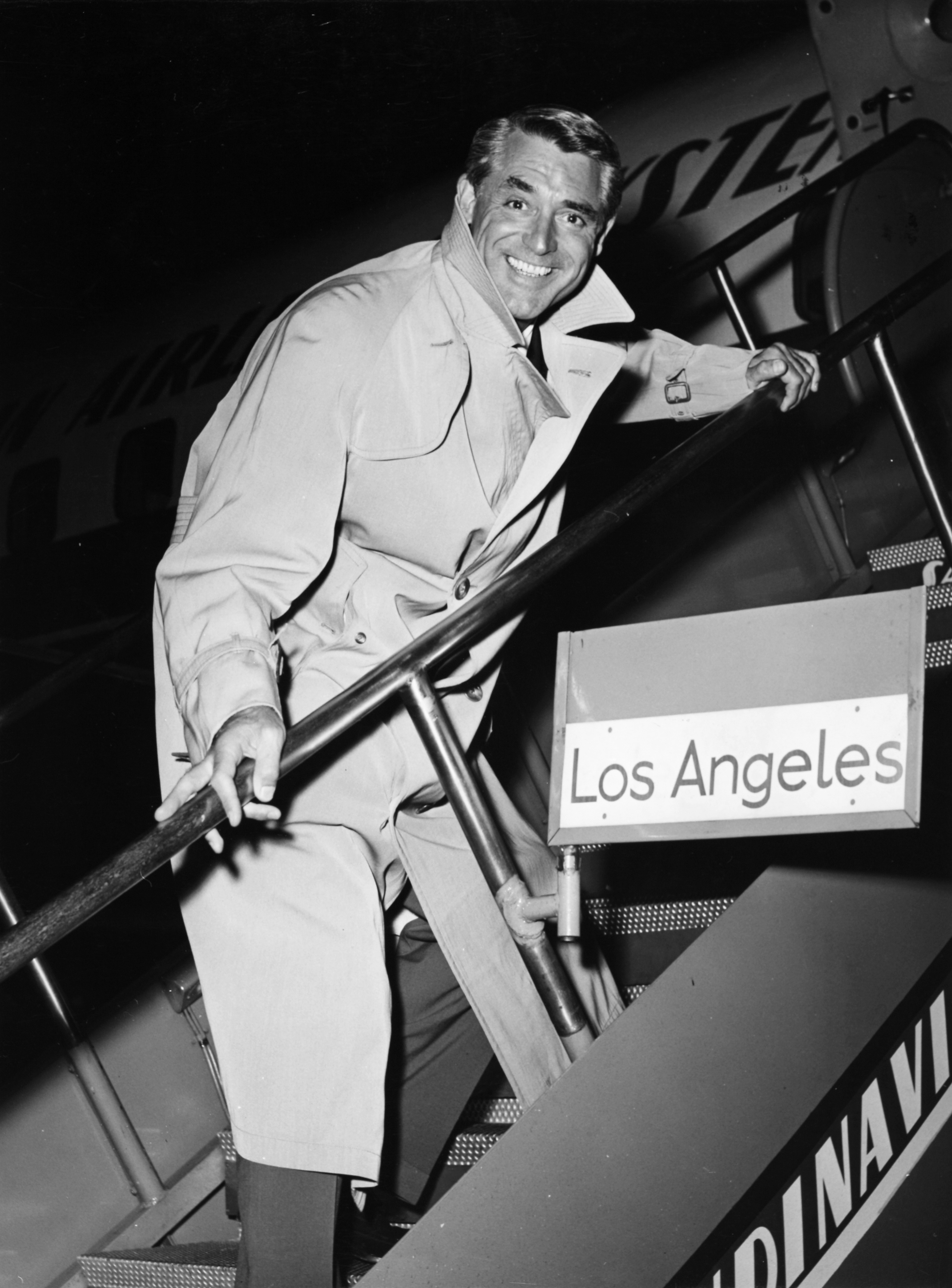
Grant el 1956

El 1957, Grant va protagonitzar al costat de Deborah Kerr el romanç Tu i jo, interpretant a un playboy internacional que esdevé objecte dels seus afectes. Schickel veu la pel·lícula com una de les pel·lícules romàntiques definitives de l'època, però remarca que Grant no va tenir èxit en intentar reemplaçar el «sentimentalisme efusiu» de la pel·lícula. Aquell any, Grant també va aparèixer al costat de Sophia Loren a Orgull i passió. En aquell moment havia expressat el seu interès a interpretar el personatge de William Holden a El pont del riu Kwai, però no li va ser possible a causa del seu compromís amb Orgull i passió. La pel·lícula es va rodar a Espanya i va ser problemàtica, amb el coprotagonista Frank Sinatra irritant els seus col·legues i va deixar la producció després només unes poques setmanes. Tot i que Grant va tenir una aventura amb Loren durant el rodatge, els intents de Grant de seduir a Loren perquè es casés amb ell durant la producció van resultar infructuosos, la qual cosa el va fer que expressés la seva ira quan Paramount la va donar a ella el paper oposat a ell a Houseboat (1958) com a part del contracte d'ella. La tensió sexual entre tots dos era tan gran durant la realització de Houseboat que els productors la van trobar gairebé impossible de fer. Més tard, el 1958, Grant va protagonitzar al costat de Bergman la comèdia romàntica Indiscret , interpretant a un financer d'èxit que té una aventura amb una famosa actriu (Bergman) mentre fa veure que és un home casat. Durant el rodatge va formar una amistat més estreta i va guanyar un nou respecte per ella com a actriu. Schickel va declarar que pensava que la pel·lícula era possiblement la millor pel·lícula de comèdia romàntica de l'època, i que el mateix Grant havia confessat que era un de les seves favorites personals. Grant va rebre la primera de les cinc nominacions al Globus d'Or al millor actor musical o còmic per la seva actuació i va acabar el any com l'estrella de cinema més popular a la taquilla.
Grant va protagonitzar la pel·lícula dirigida per Hitchcock Perseguit per la mort, interpretant un executiu de publicitat que es veu embolicat en un cas d'identitat equivocada. Igual que Indiscreet, va ser ben rebuda per la crítica i va ser un gran èxit comercial, i ara sovint apareix com una de les pel·lícules més grans de tots els temps.
Weiler , escrivint a The New York Times, va elogiar l'actuació de Grant, remarcant que l'actor «mai no havia estat més a gust que en aquest paper de l'home de publicitat» i va gestionar el paper «amb aplom professional i gràcia». Grant portava un dels seus vestits més coneguts a la pel·lícula, que es va fer molt popular, una llana de calibre 14, de color gris mitjà, subtilment a quadres, feta a mida a Savile Row. Grant va acabar l'any interpretant un patró de submarí de la Marina dels Estats Units davant de Tony Curtis  a la comèdia Operation Petticoat. El revisor de Daily Variety va veure la representació còmica de Grant com un exemple clàssic de com atraure les rialles del públic sense diàlegs, remarcant que «És la seva reacció, en blanc, sobresaltat, etc., sempre subestimada, la que crea o allibera l'humor». La pel·lícula va tenir un gran èxit de taquilla, i el 1973, Deschner va classificar la pel·lícula com la pel·lícula amb més beneficis de la carrera de Grant a la taquilla dels Estats Units, amb una recaptació de 9,5 milions de dòlars.

### Darrers papers
El 1960, Grant va aparèixer al costat de Deborah Kerr, Robert Mitchum i Jean Simmons a The Grass Is Greener, que es va rodar a Anglaterra a Osterley Park i Shepperton Studios. McCann assenyala que a Grant l'encantava «burlar-se dels gustos i manierismes excessivament refinats del seu personatge aristocràtic», tot i que la pel·lícula va ser criticada i va ser vista com la seva pitjor des de Dream Wife. El 1962, Grant va protagonitzar la comèdia romàntica That Touch of Mink, interpretant el suau i ric home de negocis Philip Shayne romànticament relacionat amb una treballadora d'oficina, interpretada per Doris Day. Ell la convida al seu apartament a les Bermudes, però la seva consciència culpable comença a apoderar-se d'ella. La pel·lícula va ser elogiada per la crítica i va rebre tres nominacions als Oscar i va guanyar el Globus d'Or a la millor pel·lícula musical o còmica, a més d'aconseguir una altra nominació al Globus d'Or al millor actor per a Grant. Deschner va classificar la pel·lícula com la segona més taquillera de la carrera de Grant.

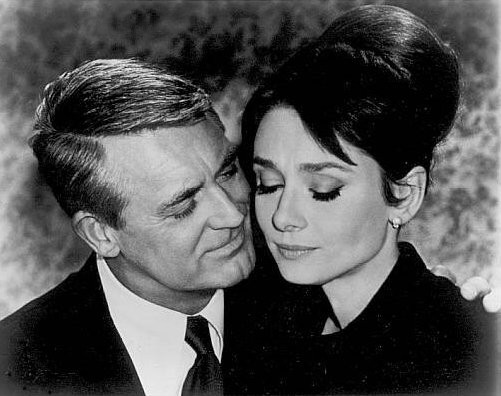
Grant i Audrey Hepburn a Xarada (1963)

Els productors Albert R. Broccoli i Harry Saltzman originalment van buscar a Grant per al paper de James Bond a Agent 007 contra el Dr. No (1962) però van descartar la idea, ja que Grant només es comprometria amb un llargmetratge; per tant, els productors van decidir buscar algú que pogués formar part d'una franquícia després que James Mason només acceptés comprometre's per tres pel·lícules. El 1963, Grant va aparèixer en el seu últim paper romàntic típicament suau al costat d'Audrey Hepburn a Xarada. Grant va trobar l'experiència de treballar amb Hepburn «meravellosa» i creia que la seva estreta relació era clara a la càmera, tot i que segons Hepburn, estava especialment preocupat durant el rodatge per si el criticarien per ser massa vell per a ella i vist com un "empaitajoves". L'autor Chris Barsanti escriu: «És el coqueteig astut de la pel·lícula el que la converteix en un entreteniment tan enginyós. Grant i Hepburn interactuen com els professionals que són». La pel·lícula, ben rebuda per la crítica, sovint s'anomena «la millor pel·lícula de Hitchcock Hitchcock mai feta».
El 1964, Grant va canviar el seu personatge típicament suau i distingit a la pantalla per interpretar un canós canós que es veu obligat a servir com a coastwatcher en una illa deshabitada a la comèdia romàntica de la Segona Guerra Mundial Father Goose. La pel·lícula va tenir un gran èxit comercial, i quan es va estrenar a Radio City el Nadal de 1964 va obtenir més de 210.000 dòlars a la taquilla la primera setmana, batent el rècord establert per Xarada l'any anterior. L'última pel·lícula de Grant, Walk, Don't Run (1966), una comèdia coprotagonitzada per Jim Hutton i Samantha Eggar, es va rodar a Tòquio, i se situa en el context de l'escassetat d'habitatges dels Jocs Olímpics de Tòquio de 1964. Newsweek va concloure: «Tot i que la presència personal de Grant és indispensable, el personatge que interpreta és gairebé completament superflu. Potser la inferència que cal treure és que un home d'entre 50 o 60 anys no té lloc en la comèdia romàntica excepte com a catalitzador. Si és així, la química és incorrecta per a tothom». Hitchcock havia demanat a Grant que protagonitzés Cortina esquinçada aquell any, però va saber que havia decidit retirar-se.

## Darrers anys

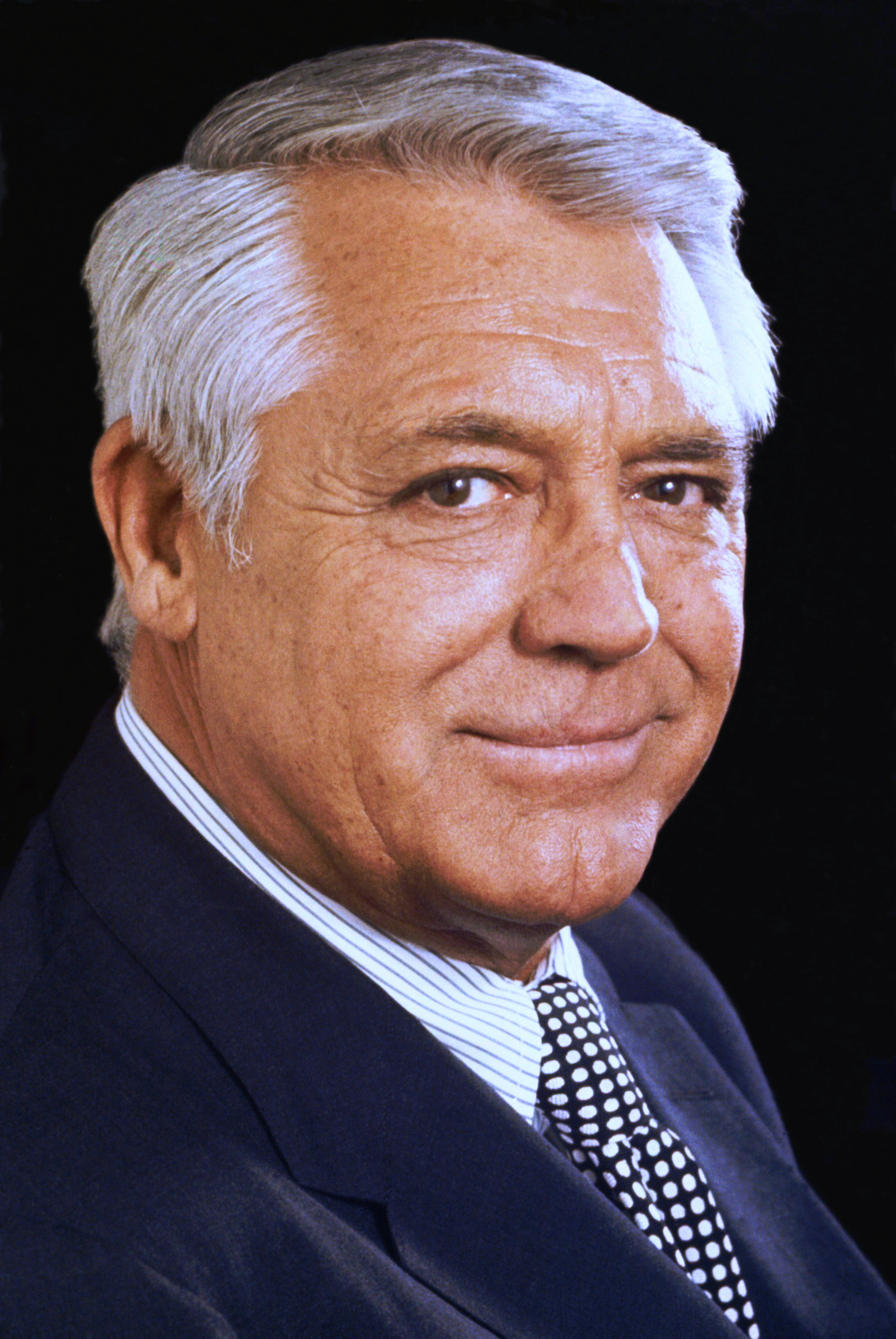
Grant als 69 anys el 1973

El 1966, quan va néixer la seva filla Jennifer Grant, Grant es va retirar de la pantalla per poder centrar-se a educar-la i donar-li una sensació de permanència i estabilitat a la seva vida. A la dècada de 1960 s'havia desil·lusionat cada cop més amb el cinema, i poques vegades trobava un guió que aprovés. Va comentar: «Podria haver continuat actuant i interpretant a un avi o un vagabund, però vaig descobrir coses més importants a la vida». Va saber després d'haver fet Xarada que l'"Edat d'Or" de Hollywood s'havia acabat. Grant va expressar poc interès a tornar a la seva carrera i va respondre al suggeriment com «una gran oportunitat». No obstant això, va aparèixer breument entre l'audiència d'Elvis Presley al documental del concert de Las Vegas Elvis: That's the Way It Is. A la dècada de 1970, li van donar els negatius d'algunes de les seves pel·lícules, i els va vendre a la televisió per una suma de més de 2 milions de dòlars de 1975.
Morecambe i Stirling argumenten que l'absència de Grant al cinema després de 1966 no va ser perquè «hagués girat l'esquena irrevocablement a la indústria cinematogràfica», sinó perquè estava «atrapat entre una decisió presa i la temptació de menjar-se una mica de pastís d'humilitat i tornar-lo a anunciar-se al públic del cinema». A la dècada de 1970, MGM tenia ganes de refer Grand Hotel (1932) i esperava treure Grant de la jubilació. Hitchcock feia temps que volia fer una pel·lícula basada en la idea de Hamlet, amb Grant al paper principal. Grant va afirmar que Warren Beatty havia fet un gran esforç per aconseguir que interpretés el paper de Mr. Jordan a El cel pot esperar (1978), que finalment va ser per a James Mason. Morecambe i Stirling afirmen que Grant també havia expressat el seu interès a aparèixer a A Touch of Class (1973), Veredicte final (1982) i una adaptació cinematogràfica del llibre de William Goldman de 1983 sobre escriptura de guions, Adventures in the Screen Trade.
A finals de la dècada de 1970 i principis dels 80, Grant es va veure preocupat per la mort de molts amics propers, com ara Howard Hughes el 1976, Howard Hawks el 1977, Lord Mountbatten i Barbara Hutton el 1979, Alfred Hitchcock el 1980, Grace Kelly i Ingrid Bergman el 1982 i David Niven el 1983. La mort de Grace Kelly va ser la més dura per a ell, ja que va ser inesperada i tots dos s'havien mantingut amics íntims després de rodar To Catch a Thief. Grant va visitar Mònaco tres o quatre vegades l'any durant la seva jubilació, i va mostrar el seu suport a Kelly unint-se a la junta de la seva fundació.
El 1980, el Museu d'Art del Comtat de Los Angeles va fer una retrospectiva de dos mesos de més de 40 de les pel·lícules de Grant. El 1982, va ser honrat amb el Premi "Home de l'any" del New York Friars Club a l'Hotel Waldorf-Astoria. Va fer 80 anys el 18 de gener de 1984, i Peter Bogdanovich es va adonar que una "serenitat" s'havia apoderat d'ell. Grant estava en bona salut fins que va tenir un lleu ictus l'octubre d'aquell any. En els últims anys de la seva vida, va fer gires pels Estats Units a l'espectacle individual A Conversation with Cary Grant, en el qual mostraria clips de les seves pel·lícules i respondria a les preguntes del públic. Va fer unes 36 aparicions públiques en els seus últims quatre anys, des de Nova Jersey fins a Texas, i el seu públic anava des d'aficionats al cinema fins a entusiastes estudiants universitaris descobrint les seves pel·lícules per primera vegada. Grant va admetre que les aparences eren «aliment per a l'ego», remarcant que «sé qui sóc per dins i per fora, però és agradable tenir l'exterior, almenys, corroborat».

## Vida personal
Es va nacionalitzar com estatunidenc el 26 de juny de1942, a la vegada que es va canviar legalment el seu nom pel de "Cary Grant". En el moment de la seva nacionalització, va anomenar el seu segon nom original com Alexander en lloc d'Alec.

Grant, una de les estrelles més riques de Hollywood, tenia cases a Beverly Hills, Malibu i Palm Springs. Era impecable en la seva preparació personal, i Edith Head, la reconeguda dissenyadora de vestuari de Hollywood, va apreciar la seva «minuciosa» atenció als detalls i va considerar que tenia el sentit de la moda més gran de qualsevol actor amb qui hagués treballat. McCann va atribuir el seu «manteniment gairebé obsessiu» amb el bronzejat, que va aprofundir a mesura que envellia, a Douglas Fairbanks, que també va tenir una gran influència en el seu refinat sentit de la vestimenta. McCann assenyala que, com que Grant provenia d'un entorn de classe treballadora i no estava ben educat, va fer un esforç particular en el curs de la seva carrera per barrejar-se amb l'alta societat i absorbir els seus coneixements, maneres i etiqueta. La seva imatge va ser meticulosament elaborada des dels primers dies a Hollywood, on prenia el sol sovint; va evitar ser fotografiat fumant tot i fumar dos paquets al dia en aquell moment. Grant va deixar de fumar a principis dels anys 50 mitjançant la hipnoteràpia. Va mantenir-se conscient de la seva salut, es va mantenir molt ajustat i atlètic fins i tot en la seva darrera carrera, tot i que va afirmar que «mai va torçar un dit per mantenir-se en forma», dient que ho feia «tot amb moderació. Excepte fer l'amor».
La filla de Grant, Jennifer, va dir que el seu pare va fer centenars d'amics de tots els àmbits de la vida i que la seva casa era visitada amb freqüència per persones com Frank i Barbara Sinatra, Quincy Jones, Gregory Peck i la seva dona Veronique, Johnny Carson i la seva dona, Kirk Kerkorian, i Merv Griffin. Va dir que Grant i Sinatra eren els amics més propers, que els dos homes tenien una resplendor semblant i una «incandescència d'encant indefinible» i que estaven eternament «plens de vida». Mentre va criar Jennifer, Grant va guardar artefactes de la seva infància i adolescència en una cambra cuirassada de la mida d'una habitació que havia instal·lat a la casa. Jennifer va atribuir aquesta col·lecció meticulosa al fet que els artefactes de la seva pròpia infància havien estat destruïts durant el bombardeig de Bristol per part de la Luftwaffe a la Segona Guerra Mundial (un esdeveniment que també va cobrar-se la vida del seu oncle, tieta, cosí, etc. i el marit i el net del seu cosí), i potser volia evitar que experimentés una pèrdua similar.

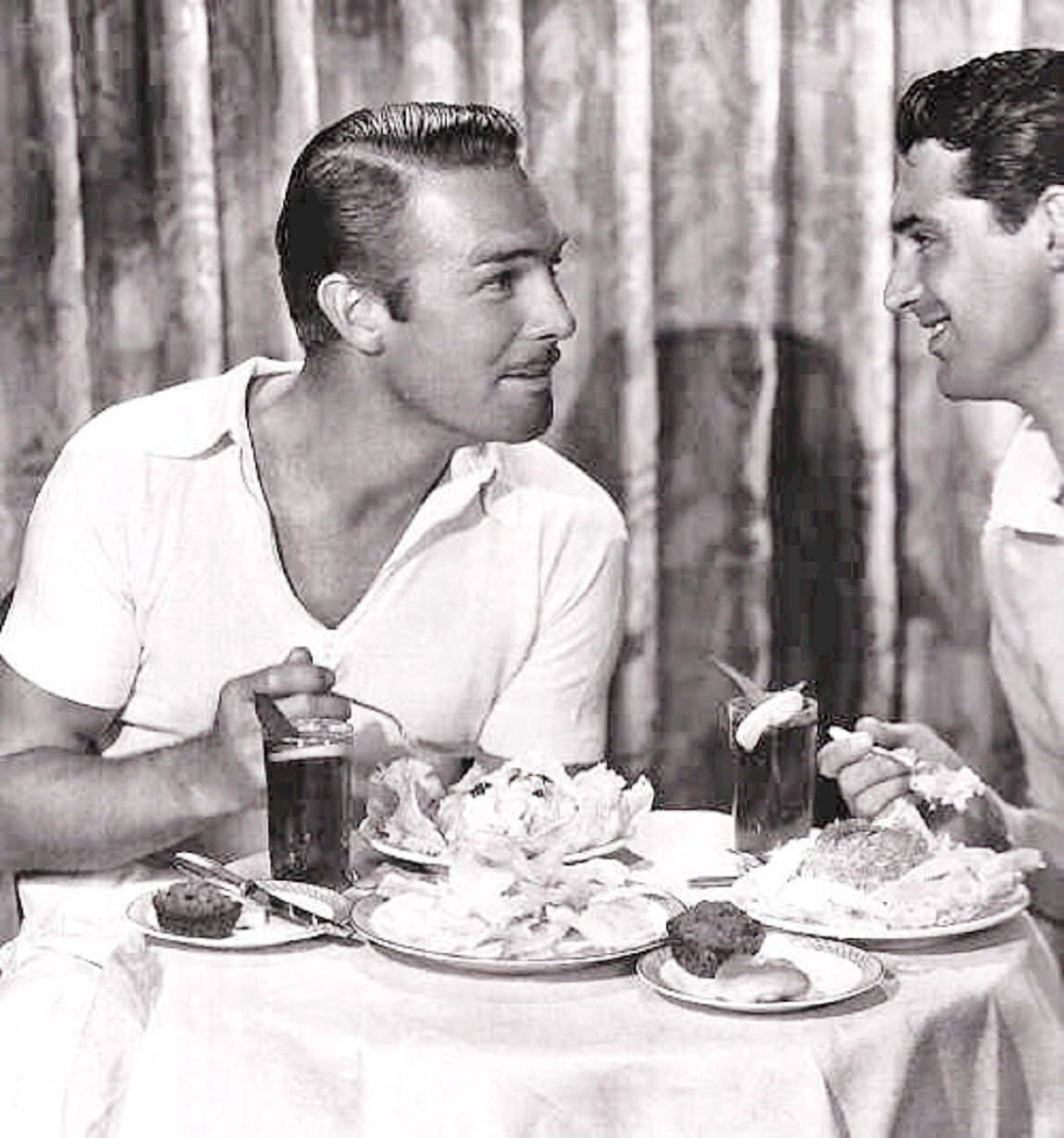
Randolph Scott (esquerra) i Grant el 1933 (d'una imatge promicional de Modern Screen)

Grant va viure amb el dissenyadora de vestuari Orry-Kelly de 1925 a 1931 a West Village, Nova York, fins que tots dos es van traslladar a Hollywood. Es van conèixer quan Grant era un intèrpret en dificultats que acabava de ser desallotjat d'una pensió per impagament; van tenir una relació volàtil i intermitent durant tres dècades fins que Orry-Kelly va morir el 1964, quan Grant es va convertir en un dels seus portadors.
Grant va viure amb l'actor Randolph Scott durant 12 anys. Es van conèixer a principis de la carrera de Grant, el 1932, a l'estudi Paramount quan Scott estava filmant Sky Bride mentre Grant rodava Sinners in the Sun; es van mudar a viure junts poc després. Si la relació era romàntica és una qüestió de disputa biogràfica.
Richard Blackwell, aleshores actor de RKO, Jerome Zerbe, un fotògraf que va fer una sèrie de fotografies publicitàries de la parella a casa seva, i Scotty Bowers, un proxeneta de Hollywood, van afirmar. haver dormit amb la parella. Blackwell va escriure a la seva autobiografia que Grant i Scott «estaven profundament, bojament enamorats, la seva devoció era completa». El biògraf i amic de Grant, Bill Royce, va afirmar que a la vellesa Grant li va confessar que ell i Scott havien estat bisexuals, i que la seva relació va ser la primera vegada que s'havia enamorat, caracteritzant el record com: «Heu sentit mai parlar del col·lapse de la gravetat?» No obstant això, suposadament també li va dir a Royce que tot i que Scott l'havia estimat «en algun nivell profund», Scott no l'havia desitjat físicament en el mateix grau, sinó que havien explorat el desequilibri de la seva atracció.
La filla de Grant, Jennifer, ha negat que el seu pare fos bisexual. Quan Chevy Chase va fer broma a la televisió el 1980 que Grant era un «homo. What a gal!» (homosexual, quina noia!), Grant el va demandar per calumnia i Chase es va veure obligat a retractar-se de les seves paraules. Grant es va convertir en un fan dels còmics Morecambe and Wise en la dècada de 1960, i es va mantenir amic d'Eric Morecambe fins a la mort d'aquest el 1984.
Grant va començar a experimentar amb LSD a finals de la dècada de 1950, abans que es fes més popular. La seva dona en aquell moment, Betsy Drake, va mostrar un gran interès per la psicoteràpia, i a partir d'això Grant va desenvolupar un coneixement considerable del camp de la psicoanàlisi. El radiòleg Mortimer Hartman va començar a tractar-lo amb LSD a finals de la dècada de 1950, amb Grant optimista que podria fer-lo sentir millor amb ell mateix i alliberar-lo de l'agitació interna de la seva infància i les relacions fallides. Va tenir aproximadament 100 sessions durant diversos anys. Durant molt de temps, Grant va veure la droga positivament, dient que era la solució després de molts anys de «buscar la seva tranquil·litat», i que per primera vegada a la seva vida era «veritadament, profundament i honestament feliç». Dyan Cannon va afirmar durant una audiència judicial que era un «apòstol de l'LSD» i que encara estava prenent la droga l'any 1967 com a part d'un remei per salvar la seva relació. Grant va comentar més tard que «prendre LSD era absolutament una insensatesa, però jo era un idiota que amagava tota mena de capes i defenses, hipocresia i vanitat. Vaig haver de desfer-me'n i netejar la pissarra».

### Matrimonis
Grant es va casar cinc vegades. Es va casar amb Virginia Cherrill el 9 de febrer de 1934 a l'oficina de registre Caxton Hall a Londres. Ella es va divorciar d'ell el 26 de març de 1935, després de presentar càrrecs que l'havia colpejat. Estaven involucrats en un amarg cas de divorci del que es va informar àmpliament a la premsa, amb Cherrill que li exigia 1.000 dòlars setmanals en beneficis dels seus guanys de Paramount. Aleshores, Grant va sortir amb l'actriu Phyllis Brooks el 1937. Van considerar casar-se i van passar les vacances junts a Europa a mitjans de 1939, visitant la vil·la romana de Dorothy Taylor Dentice di Frasso a Itàlia, però la relació va acabar més tard aquell any.
Es va casar amb Barbara Hutton el 1942, una de les dones més riques del món, després de rebre una herència de 50 milions de dòlars del seu avi Frank Winfield Woolworth. Van ser sobrenomenats de manera burlona "Cash and Cary", tot i que Grant va rebutjar qualsevol acord financer en un acord de matrimoni prenupcial per evitar l'acusació que s'havia casat per diners. Cap al final del seu matrimoni, vivien en una mansió blanca al 10615 Bellagio Road a Bel Air. Es van divorciar el 1945, tot i que van continuar sent els «amics més estimats». Va sortir amb Betty Hensel durant un període, després es va casar amb Betsy Drake, la coprotagonista de dues de les seves pel·lícules, el 25 de desembre de 1949. Va ser la seva el matrimoni més llarg, que va acabar el 14 d'agost de 1962.

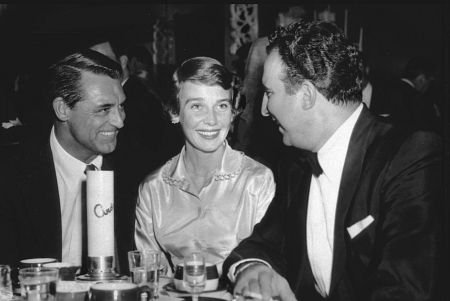
Grant amb Betsy Drake i el saxofonista Dick Stabile (dreta) el 1955

Grant es va casar amb Dyan Cannon el 22 de juliol de 1965 a la Desert Inn de Las Vegas, i la seva filla Jennifer, la única filla de Grant, va néixer el 26 de febrer de 1966; sovint l'anomenava la seva «millor producció». Va dir de la paternitat:
| « | (anglès) My life changed the day Jennifer was born. I've come to think that the reason we're put on this earth is to procreate. To leave something behind. Not films, because you know that I don't think my films will last very long once I'm gone. But another human being. That's what's important. | (català) La meva vida va canviar el dia que va néixer la Jennifer. He arribat a pensar que la raó per la qual ens posem en aquesta terra és per procrear. Deixar alguna cosa enrere. Pel·lícules no, perquè saps que no crec que les meves pel·lícules durin gaire un cop me n'hagi anat. Però un altre ésser humà. Això és el que és important. | » |

Grant i Cannon es van separar l'agost de 1967.
El 12 de març de 1968, Grant es va veure implicat en un accident de cotxe a Queens, Nova York, de camí a l'aeroport JFK, quan un camió va colpejar el costat de la seva limusina. Va estar hospitalitzat durant 17 dies amb tres costelles trencades i contusions. Una companya, la baronessa Gratia von Furstenberg, també va resultar ferida en l'accident. Grant i Cannon es van divorciar nou dies després.
Grant va tenir una breu relació amb l'actriu Cynthia Bouron a finals dels anys 60. Tenia mala relació amb l'Acadèmia de les Arts i les Ciències Cinematogràfiques des de 1958, però va rebre un Oscar honorífic el 1970. Va anunciar que assistiria a la cerimònia de lliurament de premis per acceptar-lo, posant fi al seu boicot de 12 anys a la cerimònia. Dos dies després del seu anunci, Bouron va presentar una demanda de paternitat contra ell i va declarar públicament que era el pare de la seva filla de set setmanes, i el va nomenar com a pare al certificat de naixement de la nena. Grant la va desafiar a fer-se una anàlisi de sang i Bouron no li va proporcionar una, i el tribunal li va ordenar que retirés el seu nom del certificat. Entre 1973 i 1977, va sortir amb la fotoperiodista britànica Maureen Donaldson, seguida de la molt més jove younger Victoria Morgan.
L'11 d'abril de 1981, Grant es va casar amb Barbara Harris, una agent de relacions públiques d'un hotel britànic 46 anys més jove que ell. Es van conèixer el 1976 al Royal Lancaster Hotel de Londres, on Harris treballava en aquell moment i Grant assistia a una conferència de Fabergé. Es van fer amics, però no va ser fins al 1979 que es va traslladar a viure amb ell a Califòrnia. Els amics de Grant van sentir que ella va tenir un impacte positiu en ell, i el príncep Rainier de Mònaco va comentar que Grant «mai havia estat més feliç» que en els seus últims anys amb ella.

### Política
La biògrafa Nancy Nelson va assenyalar que Grant no es va alinear obertament amb causes polítiques, sinó que de tant en tant comentava esdeveniments actuals. Grant es va pronunciar en contra de la llista negra del seu amic Charles Chaplin durant el període del maccarthisme, argumentant que Chaplin no era un comunista i que el seu estatus com a artista era més important que les seves creences polítiques. L'any 1950, va dir a un periodista que li agradaria veure una dona presidenta dels Estats Units, però va afirmar la seva reticència a comentar els afers polítics, creient que no era el que havien de fer els actors. Grant va donar suport a Thomas Dewey a les eleccions presidencials dels Estats Units de 1944, apareixent en un míting al Los Angeles Coliseum després que el governador de Nova York guanyés la nominació republicana.
L'any 1963 Grant va visitar Washington i amb el Fiscal General Robert Kennedy va anar al pati d'una escola, després a un dipòsit de ferralla proper, ja que els dos homes consideraven que podria convertir-lo en un parc infantil per als nens de Washington, DC. El 10 de desembre de 1967, Grant va assistir al sopar de recaptació de fons del Comitè Nacional Demòcrata al Plaza Hotel de la ciutat de Nova York.
El 1976, Grant va fer una aparició pública a la Convenció Nacional del Partit Republicà a Kansas City durant la qual va pronunciar un discurs en suport de Gerald Ford i per la igualtat femenina abans de presentar Betty Ford a l'escenari. Una entrevista de 1977 amb Grant a The New York Times va assenyalar que les seves creences polítiques eren conservadores però va observar que Grant no feia campanya activa pels candidats.

### Mort
Grant estava al teatre Adler de Davenport, Iowa, la tarda del dissabte 29 de novembre de 1986, preparant-se per a la seva actuació a A Conversation with Cary Grant quan es va posar malalt; s'havia trobat malament quan va arribar al teatre. Basil Williams el va fotografiar allà i va pensar que encara tenia el seu aspecte suau habitual, però es va adonar que semblava molt cansat i que va ensopegar una vegada a l'auditori. Williams recorda que Grant va assajar durant mitja hora abans que "alguna cosa semblava malament" de sobte, i va desaparèixer entre bastidors. Grant va ser traslladat de tornada a l'hotel Blackhawk on ell i la seva dona s'havien registrat, i es va trucar a un metge i va descobrir que Grant estava tenint un ictus massiu, amb una lectura de pressió arterial de 210 sobre 130. Grant es va negar a ser portat a l'hospital. El metge va recordar: "L'ictus va empitjorar. En només quinze minuts es va deteriorar ràpidament. Va ser terrible veure'l morir i no poder-lo ajudar. Però no ens va deixar". A les 8:45 p.m., Grant havia caigut en coma i el van portar a St. Luke's Hospital de Davenport. Va passar 45 minuts a la sala d'urgències abans de ser traslladat a cures intensives. Va morir a les 23:22, als 82 anys.

## Llegat
| « | (anglès) No other man seemed so classless and self-assured... at ease with the romantic as the comic... aged so well and with such fine style... in short, played the part so well: Cary Grant made men seem like a good idea. | (català) Cap altre home semblava no tenir pertenència social i estar tant segur de si mateix... a gust amb el romàntic com el còmic... envellit tan bé i amb un estil tan bo... en resum, va fer el paper tan bé: Cary Grant va fer semblar els homes com una bona idea. | » |

Els biògrafs Morecambe i Stirling creuen que Cary Grant va ser «l'home protagonista més gran que Hollywood hagués conegut mai». Schickel va afirmar que «hi ha molt poques estrelles que aconsegueixen la magnitud de Cary Grant, art d'un ordre molt alt i subtil» i pensava que era el «millor actor estrella que hi ha hagut mai a les pel·lícules». El crític de cinema David Thomson i els directors Stanley Donen i Howard Hawks van coincidir que Grant era l'actor més gran i important de la història del cinema. Era un dels preferits d'Hitchcock, que l'admirava i l'anomenava «l'únic actor que he estimat en tota la meva vida». Es va mantenir com una de les principals atraccions de taquilla de Hollywood durant gairebé 30 anys. Pauline Kael va afirmar que el món encara pensa en ell afectuosament perquè «encarna allò que sembla un moment més feliç, un moment en què teníem una relació més senzilla amb un intèrpret».

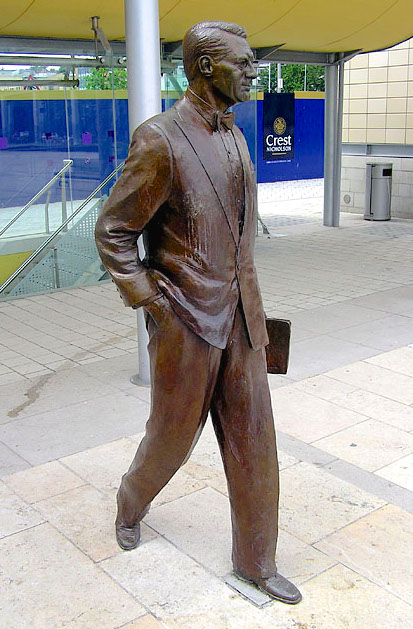
Estatua de Cary Grant per Graham Ibbeson (2001) a Millennium Square, Bristol

Grant va ser nominat a l'Oscar per Serenata nostàlgica (1941) i Un cor en perill (1944), però mai va guanyar un Oscar competitiu. No obstant això, va rebre un Oscar Honorífic per la seva trajectòria el 1970. La inscripció a la seva estatueta deia «To Cary Grant, for his unique mastery of the art of screen acting with respect and affection of his colleagues» (A Cary Grant, pel seu domini únic de l'art de la pantalla actuant amb respecte i afecte dels seus companys). En presentar el premi a Grant, Frank Sinatra va anunciar: «Ningú ha donat més plaer a més gent durant tants anys que Cary, i ningú ha fet tantes coses tan bé».
Grant va rebre una placa especial als Premis Straw Hat de Nova York el maig de 1975, que el reconeixia com una «estrella i superestrella de l'entreteniment». El juliol de 1976, Betty Ford el va convidar a assistir al sopar del Bicentenari per a la reina Elisabet II a la Casa Blanca i a pronunciar un discurs de presentació a la Convenció Nacional Republicana de Kansas City el mes següent. Va ser convidat a una gala benèfica reial el 1978 al London Palladium. El 1979, va acollir l'homenatge de l'American Film Institute a Alfred Hitchcock i va lliurar a Laurence Olivier el seu Oscar honorífic. El 1981, Grant va rebre el Kennedy Center Honors. Tres anys més tard, un teatre del solar de la MGM va ser rebatejat com a "Cary Grant Theatre". El 1995, es va demanar a més de 100 directors de cinema principals que revelessin el seu actor favorit de tots els temps en una enquesta Time Out, i Grant va quedar segon després de Marlon Brando. El 7 de desembre de 2001, es va inaugurar una estàtua de Grant de Graham Ibbeson a Millennium Square, una zona regenerada al costat del Port de Bristol, Bristol, la ciutat on va néixer. El novembre de 2005, Grant va tornar a ocupar el primer lloc a la llista de les 50 millors estrelles de cinema de tots els temps de la revista Premiere. El festival biennal Cary Comes Home es va establir el 2014 a la seva ciutat natal, Bristol. McCann va declarar que Grant era «senzillament, l'actor més divertit que el cinema ha produït mai».

### Retrats
Grant va ser interpretat per John Gavin a la pel·lícula biogràfica de 1980 per a televisió Sophia Loren: Her Own Story, i a la serialització de televisió similar de 1987 Poor Little Rich Girl: The Barbara Hutton Story, James Read va interpretar a Grant com el tercer marit de Barbara Hutton.
Una sèrie de televisió britànica Archie, que cobria la vida de Grant, es va emetre des de novembre de 2023 a ITV. Grant és interpretat per Dainton Anderson, Oaklee Pendergast, Calam Lynch i Jason Isaacs en etapes successives de la seva vida.

## Filmografia

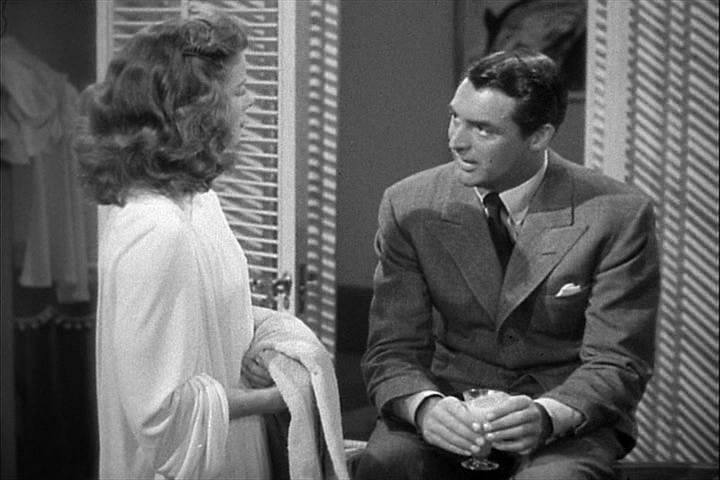
Katharine Hepburn i Cary Grant a The Philadelphia Story (1940)

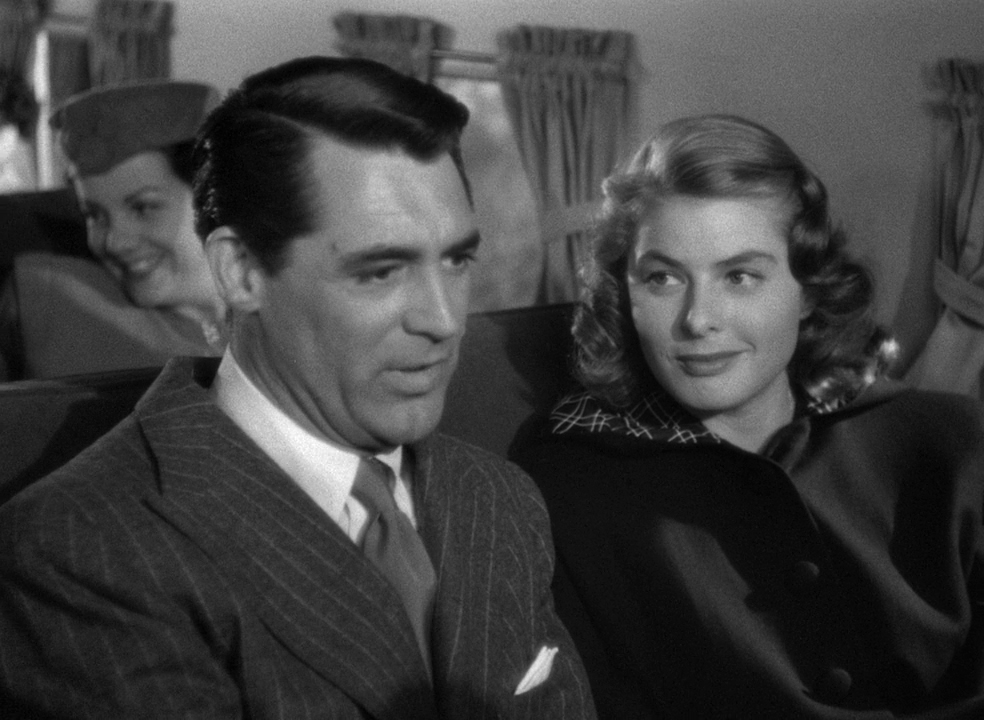
Cary Grant i Ingrid Bergman a Notorious (1946)

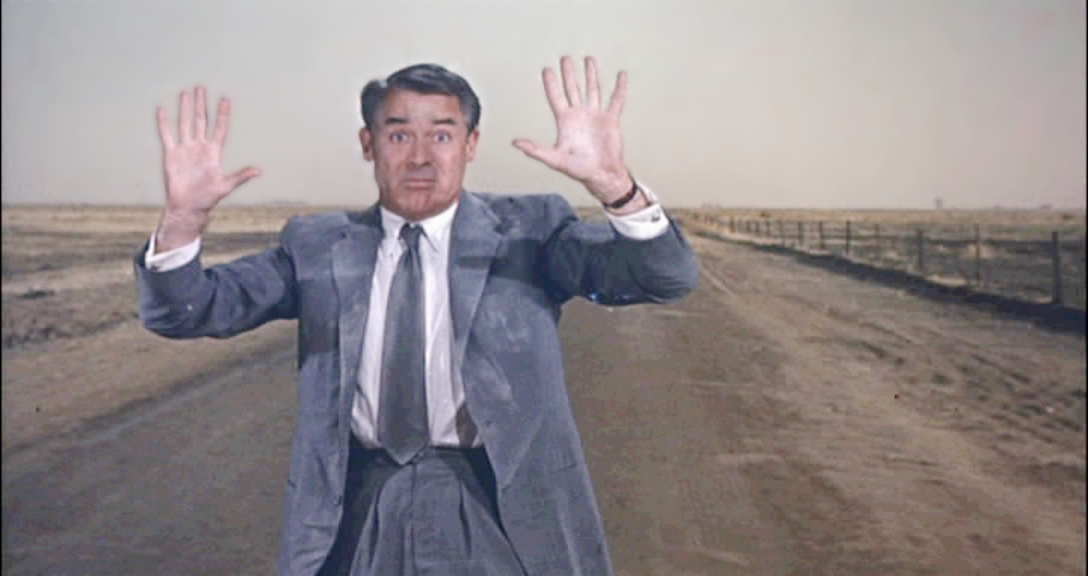
Perseguit per la mort (1959)

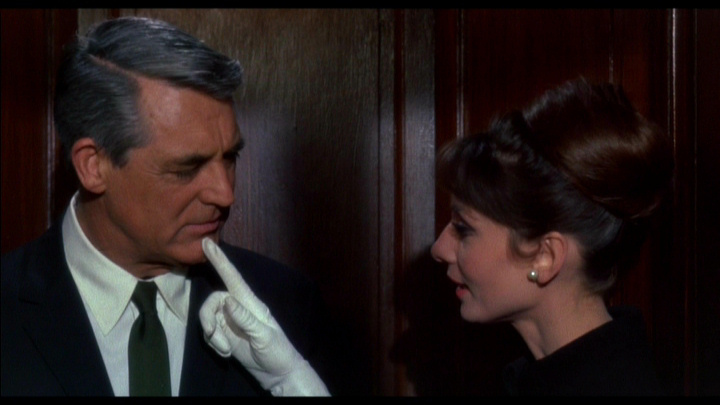
Cary Grant i Audrey Hepburn a Xarada (1963)

- 1932: Singapore Sue (curt), de Casey Robinson
- 1932: Madame Butterfly, de Marion Gering
- 1932: Merrily We Go to Hell, de Dorothy Arzner
- 1932: Blonde Venus, de Josef Von Sternberg
- 1932: The Devil and the Deep, de Marion Gering
- 1932: This Is the Night, de Frank Tuttle
- 1932: Hot Saturday, de William A. Seiter
- 1932: Sinners in the Sun, de Alexander Hall
- 1933: Gambling Ship, de Louis J. Gasnier i Max Marcin
- 1933: I'm No Angel, de Wesley Ruggles
- 1933: L'àliga i el falcó (The Eagle and the Hawk), de Stuart Walker
- 1933: The Woman Accused, de Paul Sloane
- 1933: Alice in Wonderland, de Norman Z. Mcleod
- 1933: She Done Him Wrong, de Lowell Sherman
- 1934: Ladies Should Listen, de Frank Tuttle
- 1934: Thirty-Day Princess, de Marion Gering
- 1934: Nascuda per al mal, de Lowell Sherman
- 1934: Kiss and Make up, de Halan Thompson
- 1935: La gran aventura de Sylvia (Sylvia Scarlett), de George Cukor
- 1935: The Last Outpost, de Charles Barton i Louis J. Gasnier
- 1935: Enter Madame, d'Elliott Nugent
- 1935: Ales en la nit (Wings in the Dark), de James Flood
- 1936: Suzy, de George Fitzmaurice
- 1936: Wedding Present, de Richard Wallace
- 1936: Big Brown Eyes, de Raoul Walsh
- 1937: La terrible veritat (The Awful Truth), de Leo McCarey
- 1937: The Amazing Quest, d'Alfred Zeisler
- 1937: When You're in Love, de Robert Riskin i Harry Lachman
- 1937: The Toast of New York, de Rowland V. Lee
- 1937: Topper, (Una parella invisible) de Norman Z. McLeod
- 1938: Holiday, de George Cukor
- 1938: Quina fera de nena! (Bringing Up Baby), de Howard Hawks
- 1939: Només els àngels tenen ales (Only Angels Have Wings), de Howard Hawks
- 1939: Gunga Din, de George Stevens
- 1939: In Name Only, de John Cromwell
- 1940: Lluna nova (His Girl Friday), de Howard Hawks
- 1940: La meva dona favorita (My Favorite Wife), de Garson Kanin
- 1940: The Philadelphia Story, de George Cukor
- 1940: The Howards of Virginia, de Frank Lloyd
- 1940: The Miracle of Sound (curt), de Douglas Shearer
- 1941: Serenata nostàlgica (Penny Serenade), de George Stevens
- 1942:  The Talk of the Town, de George Stevens
- 1942: Lluna de mel (Once Upon a Honeymoon), de Leo McCarey
- 1942: Sospita (Suspicion), d'Alfred Hitchcock
- 1943: Mr. Lucky, de H. C. Potter
- 1943: Destination Tokyo, de Delmer Daves
- 1944: Arsènic per compassió (Arsenic and Old Lace), de Frank Capra
- 1944: Temps era temps (Once Upon a Time), d'Alexander Hall
- 1944: Un cor en perill (None but the Lonely Heart), de Clifford Oddets
- 1946: Notorious, d'Alfred Hitchcock
- 1946: Nit i dia (Night and Day), de Michael Curtiz
- 1946:  Without Reservations, de Mervin LeRoy
- 1947: The Bachelor and the Bobby-Soxer, d' Irving Reis
- 1947: The Bishop's Wife, de Henry Koster
- 1948: Els Blandings ja tenen casa (Mr. Blandings Builds His Dream House), de H. C. Potter
- 1948: Totes les noies s'haurien de casar (Every Girl Should Be Married), de Don Hartman
- 1949: I Was a Male War Bride, de Howard Hawks
- 1950: Crisis, de Richard Broocks
- 1951: People Will Talk, de Joseph L. Mankiewiz
- 1952: Sempre n'hi cap un altre (Room for One More), de Norman Taurog
- 1952: Em sento rejovenir (Monkey Business), de Howard Hawks
- 1953: Dream Wife, de Sidney Sheldon
- 1955: To Catch a Thief, d'Alfred Hitchcock
- 1957: Kiss Them for Me, de Stanley Donen
- 1957: Orgull i passió (The Pride and the Passion), de Stanley Kramer
- 1957: Tu i jo (An Affair to Remember), de Leo McCarey
- 1958: Houseboat, de Melville Shavelson
- 1958: Indiscreet, de Stanley Donen
- 1959: Operation Petticoat, de Blake Edwards
- 1959: Perseguit per la mort (North By Northwest), d'Alfred Hitchcock
- 1961: The Grass Is Greener, de Stanley Donen
- 1962: That Touch of Mink, de Delbert Mann
- 1963: Xarada (Charade), de Stanley Donen
- 1964: Father Goose, de Ralph Nelson
- 1966: Walk, Don't Run, de Charles Walters

## Premis i nominacions

### Premis
- 1970: Oscar honorífic per la seva mestria única en l'art de la pantalla actuant, amb el respecte i l'afecte dels seus col·legues.

### Nominacions
- 1942: Oscar al millor actor per Serenata nostàlgica
- 1945: Oscar al millor actor per Un cor en perill
- 1959: Globus d'Or al millor actor musical o còmic per Indiscreet
- 1960: Globus d'Or al millor actor musical o còmic per Operation Petticoat
- 1961: Globus d'Or al millor actor musical o còmic per The Grass Is Greener
- 1963: Globus d'Or al millor actor musical o còmic per That Touch of Mink
- 1964: Globus d'Or al millor actor musical o còmic per Xarada
- 1965: BAFTA al millor actor estranger per Xarada